# Naturschutzgebiet Wiedegge
Das Naturschutzgebiet Wiedegge mit einer Größe von 2,5 ha liegt südlich von Helmeringhausen im Stadtgebiet von Olsberg im Hochsauerlandkreis. Das Gebiet wurde 2004 mit dem Landschaftsplan Olsberg durch den Hochsauerlandkreis als Naturschutzgebiet (NSG) ausgewiesen.

## Gebietsbeschreibung
Beim NSG handelt es sich um den Rotbuchenwald mit bis zu 3,5 m hohen Felsen. Der Wald befindet sich am Berg Wiedegge.

## Schutzzweck
Im NSG soll der dortige Waldgebiet geschützt werden. Wie bei allen Naturschutzgebieten in Deutschland wurde in der Schutzausweisung darauf hingewiesen, dass das Gebiet „wegen der Seltenheit, besonderen Eigenart und Schönheit des Gebietes“ zum Naturschutzgebiet wurde.